# Cuapetes edwardsii
Cuapetes edwardsii is een garnalensoort uit de familie van de Palaemonidae. De wetenschappelijke naam van de soort is voor het eerst geldig gepubliceerd in 1875 door Paul'son.